# Ocotea ucayalensis
Ocotea ucayalensis är en lagerväxtart som beskrevs av Oswald Schmidt. Ocotea ucayalensis ingår i släktet Ocotea och familjen lagerväxter. Inga underarter finns listade i Catalogue of Life.